# Juristyrkets feminisering i Sverige

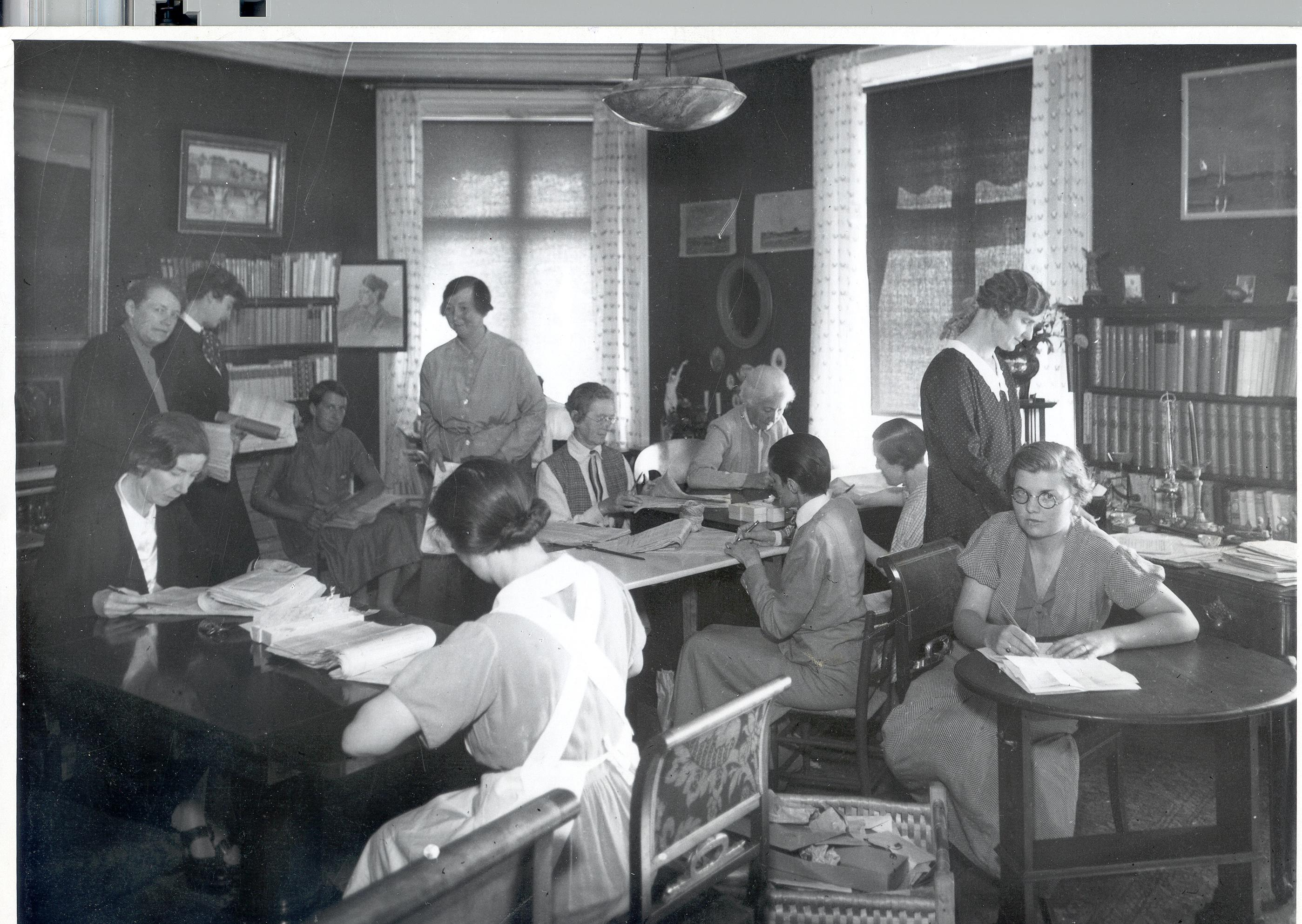
Tolv juridiskt verksamma kvinnor under ett möte i Stockholm 1935.

Juristyrkets feminisering i Sverige syftar på den historiska utvecklingen, där juristyrket gått från att vara ett mansdominerat yrke till ett mer jämställt yrke. 

## Bakgrund
Ända fram till tidigt 1900-tal var det uteslutande män som arbetade som jurister i Sverige. Kvinnor hade först 1873 fått tillåtelse till universitetsstudier och rätt att avlägga examen vid vissa fakulteter. För juridiken gällde detta att kvinnor fick rätt till en examen på en lägre nivå, en högre juridisk examen var inte tillåtet vid den här tiden. Men trots möjlighet till en examen inom juridik var det svårt för kvinnor att få en tjänst som jurist, och det var endast ett fåtal kvinnor som valde denna yrkesväg.   
Något som var avgörande för kvinnors tillträde till juridiska tjänster och befattningar, och även för kvinnorörelsen i stort, var införandet av 1923 års behörighetslag. Behörighetslagen gav samma rättigheter för kvinnor som för män att inneha en statlig tjänst (dock initialt med vissa undantag som exempelvis präst- och militära tjänster), men nu kunde en kvinna få en tjänst inom till exempel domstols- och rättsväsendet i Sverige. Bakgrunden till införandet av lagen var att kvinnor tidigare hade diskriminerats eftersom de inte kunde få statliga tjänster. Lagen innebar en stor förändring för akademiskt utbildade kvinnor och skulle komma att få stor betydelse för normskiftet inom juristyrket i Sverige.

## Svenska pionjärer
Elsa Eschelsson, Eva Andén, Ester Hofvander-Sandberg och Märta Wikström var alla pionjärer för kvinnors etablering inom juristyrket i Sverige.

### Elsa Eschelsson
Elsa Eschelsson var den första och enda juridikstuderande kvinnan i Sverige på 1800-talet. 1882 kom Eschelsson att inleda sin utbildning vid Uppsala universitet där hon 1892 tog sin juris examen i en helt mansdominerad miljö och blev Sveriges första kvinnliga jurist. 
Elsa kom att ha en stor betydelse för kvinnors rätt att praktisera juridik. Fram tills Eschelssons examen i juridik hade ingen övervägt vad en kvinnlig jurist skulle kunna arbeta med då kvinnor kunde inte få statliga anställningar, såsom vid exempelvis domstolar, eftersom 1809 års regeringsform hindrade kvinnor från statliga tjänster. Eschelsson fick dispens för att kunna ta en doktorsexamen i juridik samt ledde kurser i civilrätt vid Uppsala universitet. Hon mötte dock stort motstånd från manliga kollegor.   
Efter grundlagsändringen 1909 fick kvinnor rätt till vissa högre statliga tjänster och Eschelsson försökte bli professor i civilrätt. Uppsala universitet yttrade sig dock om att professurer i just civilrätt inte skulle inkluderas i denna nya rättighet för kvinnor. Trots att Eschelsson ansökte om dispens avslogs hennes ansökan. Strax därefter dog hon. Dödsorsaken är ännu oklar. 

### Eva Andén
Eva Andén var Sverige första kvinnliga advokat. Hon kom att bli mycket framgångsrik och anlitades ofta för uppdrag inom familjerätt. Hon drev Kvinnliga Juristbyrån i Stockholm och blev den första kvinnan som gick med i samfundet Sveriges advokatsamfund, hela 31 år från det att samfundet bildades. Tidigare var kvinnor inte socialt välkomnade. Efter att hon blev medlem i samfundet ändrade hon namnet på sin juristbyrå till Eva Andéns advokatbyrå.    
Andén var en viktig pionjär som kom att inspirera många andra kvinnor till utbildning och karriär inom det juridiska området.   

### Märta Wikström
Märta Wikström föddes år 1887 i Söderhamn och växte upp tillsammans med sin familj bestående av föräldrarna Gustaf Wikström och Hilda Kristina Wikström, samt två syskon. Märta växte upp i Söderhamn och gick i flickskola under sin uppväxt. Hon var intresserad av juridik redan tidigt under sin uppväxt trots att hon inte hade någon nära koppling till yrket, vare sig någon jurist, advokat eller akademiker i sin närmsta omgivning. Trots det var hon mycket intresserad av yrket redan som väldigt ung.
Märta inledde sitt yrkesliv med en anställning som telegrafist, liksom hennes syster Greta. Hon arbetade som telegrafist under många år och fick genom sitt arbete flytta runt i Sverige på grund av många olika rörliga anställningar. Detta försvårade hennes möjligheter att kunna studera vidare och utbilda sig vid ett universitet. År 1915 fick Märta en fast anställning på ett företag i Stockholm, vilket gjorde det möjligt för henne att nu kunna ta sig an sina studier. Samtidigt som hon arbetade som telegrafist läste hon först in en studentexamen och under hösten 1919 inledde Märta sina juridikstudier vid Stockholms högskola. Hon stötte däremot på svårigheter med att kunna kombinera studierna med sin anställning som telegrafist, och bestämde sig därför för att säga upp sig och se sig om efter andra anställningar hon kunde ta sig an parallellt med studierna. Hon hade flera anställningar som exempelvis privatlärare och barnavårdsman i Stockholms stad, vilket hon kunde kombinera med sina juridikstudier på Stockholms högskola. När Märta Wikström var 38 år gammal, år 1925, tog hon slutligen sin juris kandidatexamen vilket gav henne möjligheterna till att under senare år tjänstgöra i bland annat Svea hovrätt och som extra ordinarie notarie i Stockholms rådhusrätt.
Märta Wikström var en av de kvinnor som under 1920-talet engagerade sig i kvinnofrågor och kvinnors rätt i samhället, bland annat i frågor som rörde äktenskap och privatekonomi. Hon var också mycket intresserad av sociala frågor och deltog i den offentliga debatten genom debattinlägg i dagspress och tidskrifter. Wikström var exempelvis skribent för en artikelserie i Svenska Dagbladet där hon intresserade sig för många frågor kring kvinnors rättsliga ställning i samhället. Märta Wikström var en av de främsta kvinnliga juristerna som kom att ha stor inverkan och betydelse för kvinnors rättsliga ställning i samhället.  
Eva Andéns advokatbyrå kom att öppna upp möjligheter för Wikströms egen resa till att bli en av Sveriges första kvinnliga advokater. Hon fick år 1929 sin första anställning som jurist på Eva Andéns advokatbyrå, där hon arbetade i ungefär två år. Andéns egen resa till att öppna upp en egen advokatbyrå inspirerade även många andra kvinnor i liknande position, som exempelvis Märta Wikström, till att göra detsamma. År 1931 öppnade Märta Wikström sin egen advokatbyrå där hon, som de flesta kvinnliga juristerna under denna tid, riktade in sig på familjerättsliga ärenden.

### Ester Hofvander-Sandberg
Ester Hofvander-Sandberg fick stor uppmärksamhet och påverkade kvinnors förutsättningar att verka inom juridiken. Efter studentexamen tog hon examen som folkskollärarinna och arbetade därefter som föreståndare för Klippans samskola under ett par år. Hon gifte sig med Ivar Sandberg som var jurist och advokat och samma år började hon studera juridik vid Lunds universitet. År 1915 tog hon examen som den sjunde kvinnan i Sverige med en juridik kandidatexamen. Hon arbetade därefter som advokat och drev en advokatbyrå tillsammans med sin man. Advokatyrket var ingen statlig tjänst och sedan 1897 kunde kvinnor vid den här tiden arbeta som advokater och som rättegångsombud.  Hofvander-Sandberg stötte dock på problem som praktiserande jurist då hon var en gift kvinna. Enligt den äktenskapslagstiftning som gällde under början av 1900-talet var gifta kvinnor i princip omyndiga och deras män var deras förmyndare. Detta innebar att gifta kvinnor inte kunde företräda sina klienter i domstolar. 1915 hamnade denna problematik i fokus i samband med ett rättsfall där Hofvander-Sandberg skulle vara rättegångsombud. Trots att hennes man gett henne tillåtelse att agera ombud i domstolen genom en fullmakt, konstaterade domstolen att hon inte kunde vara rättegångsombud då hon var gift. Hofvander-Sandberg bestred detta beslut och tog upp kampen om att gifta kvinnor skulle kunna få vara rättsliga ombud i domstol. Det hela fick stor uppmärksamhet och ledde så småningom fram till en lagändring 1916. 

## Kvinnors möjlighet till arbete inom juridisk fakultet och andra statliga ämbeten

### Organisering
Något som fick en stor inverkan i att förändra kvinnors ställning inom yrket var Akademiskt bildade kvinnors förening (ABKF).  ABKF grundades 1904 där föreningen fokuserade på kvinnors rättigheter till högre lön och ämbete, men fokuserade även på kvinnors kompetens inom yrket. En viktig första uppgift för ABKF var att försöka väcka en motion i 1905 års riksdag om kvinnors rätt till statliga tjänster. Enligt paragraf 28 i regeringsformen (RF) från 1809 hindrades akademiskt utbildade kvinnor från att få statliga tjänster som domare och universitetslärare. Endast infödda svenska män kunde få denna typ av tjänster. Som ordförande i föreningen blev det Elsa Eschelsson som fick uppdraget att begära att två riksdagsmän, en i första och en i andra kammaren, skulle väcka en motion om detta. De båda riksdagsmännen accepterade och skrev en motion som innebar att genom att göra ett prov skulle kvinnor kunna bli godkända för vissa statliga tjänster. Motionen gick dock inte igenom i 1905 års riksdag då den föll i riksdagens andra kammare. 

### Lagändringar
I den grundlagsändringen av 1809 års regeringsform som infördes år 1909 gavs kvinnor rätt, att genom en kunglig fullmakt, kunna erhålla vissa statliga tjänster. Motståndet hade varit stort men grundlagsändringen gick igenom troligen då man inte trodde att förändringen skulle ha särskilt stor betydelse, och trots grundlagsändringen var det fortfarande svårigheter och oklarheter i kvinnors möjligheter att erhålla statliga befattningar. Justitieminister Eliel Löfgren ville se en tydlig ändring av lagen så att frågan om kvinnors rätt till statliga ämbeten kunde lösas på ett bra sätt. En grundlagsändring tar mycket lång tid med många steg i processen vilket hämmade utvecklingen.
Vid 1919 års riksdag föll en motion om att det skulle råda likställighet mellan kvinnor och män vid tillträde till alla statliga tjänster. ABKF och Fredrika Bremer-förbundet utgjorde en viktig del i att få igenom denna motion då de arbetade tillsammans för kvinnors likställighet med män.
För att utreda frågan om ytterligare behörighet för kvinnor till statliga tjänster tillsatte regeringen år 1919 behörighetskommittén. Kommittén hade en kvinnlig ordförande vilken inte hade förekommit tidigare. Utredningen som kommittén kom fram till blev till grund för en proposition som gick igenom i riksdagen år 1921. Dock innebar den i praktiken ingen större förändring än grundlagsändringen från 1909, rent principiellt fanns inga hinder men i praktiken fanns fortfarande hindren kvar.                
Behörighetskommittén fortsatte sitt arbete och kom med ytterligare ett betänkande i slutet av 1920. Betänkande ledde fram till en proposition som föreslog att kvinnor, med vissa specifika undantag, skulle vara likställda män förutom med vissa undantag. Mest kontroversiell var frågan om kvinnors rätt till domarämbeten. Propositionen avslogs i riksdagens första kammare.               
1922 författade ABKF och Fredrika Bremer-förbundet en skrivelse om att kvinnor skulle jämställas med män vid sökande av statliga tjänster. Denna skrivelse ledde till ytterligare en proposition som antogs av riksdagen 1923. Därmed hade behörighetslagen antagits.
Först 1949 ändrades grundlagen till att kvinnor som såväl män skulle inneha lika möjligheter till juridiska ämbeten. Först då öppnades rätten till att kvinnor kunde bli domare fullständigt upp.                 

## Samhällets motstånd mot feminiseringen
En del av de svårigheter som kvinnliga jurister kämpade med under sent 1800- och tidigt 1900-tal orsakades av att så få kvinnor överhuvudtaget valde att gå på universitet, trots att möjligheten så småningom öppnade sig. Om fler kvinnor hade haft möjlighet att börja studera direkt efter att de fått denna möjlighet skulle kvinnor ha kunnat börja sin kamp med att ställa högre krav på lagstiftare och statliga myndigheter mycket tidigare. Detta skulle lett till att feminiseringen definitivt snabbats upp. Men man måste också inse att dåtidens norm inte var till kvinnornas fördel gällande jämställdhet.      
Omgivningens ifrågasättande, de få kvinnliga förebilderna och motståndet kvinnorna bemöttes med, påverkade samhällets utveckling och kvinnors situation. Kampen för kvinnors jämställdhet inom den akademiska världen blev lång och utdragen. Det fanns ett gemensamt motstånd mot att kvinnor studerande vid universiteten, även då det 1873 blev tillåtet som kvinna att studera vid universitet. . Utbildning och yrke hörde samman och naturligtvis uppstod problematik när kvinnor fick rätt till utbildning, men inte till de arbeten som utbildningen skulle leda till.
Staten hade ett ansvar för att samhällets uppfattning om kvinnors ökande närvaro inom akademiska yrken skulle förändras. Genom att bland annat genomföra lagändringar och förordningar som skyddade kvinnor inom bland annat juristyrket försökte man förbättra situationen. Motståndet var dock stort och det tog lång tid att ändra inställningen hos dåtidens män att acceptera konkurrens från kvinnor om juridiska befattningar. Ur ett vidare perspektiv handlade det även om att ändra hela samhällets syn på den tidens rådande normer.                        
Pionjärer som Elsa Eschelsson, Eva Andén, Ester Hofvander-Sandberg och Märta Wikström mötte alla stort motstånd från samhället, och specifikt från männen. Genom kompetens, mod, stridsmoral och ihärdighet bidrog de starkt till utvecklingen av kvinnors rättigheter.     